# Магура (гора)
Магура — вершина в Сколевских Бескидах, на границе Стрыйского района Львовской области и Калушского района Ивано-Франковской области. Высота — 1362,7 м. Вершина и склоны горы покрыты лесом. Магура является второй по высоте вершиной Львовской области (после Пикуя). К западу от горы расположено село Либохора.